# Broadway Melody of 1940
Broadway Melody of 1940 – amerykański musical z 1940 w reżyserii Normana Tauroga, z muzyką Cole Portera.

## Obsada
- Fred Astaire jako Johnny Brett
- Eleanor Powell jako Clare Bennett
- George Murphy jako King Shaw
- Frank Morgan jako Bob Casey
- Ian Hunter jako Bert C. Matthews
- Florence Rice jako Amy Blake
- Lynne Carver jako Emmy Lou Lee
- Ann Morriss jako Pearl Delonge
- Trixie Firschke jako Juggler
- Mel Blanc